# Мартін Райл
Мартін Райл (англ. Sir Martin Ryle; 27 вересня 1918, Брайтон — 14 жовтня 1984 , Кембридж) — британський радіоастроном, що розробив революційні системи радіотелескопів і використав їх для точного виявлення і запису слабких радіосигналів. Лауреат Нобелівської премії з фізики в 1974 спільно з Ентоні Г'юїшем «за піонерські дослідження в області радіофізики».
У 1946 р. У 1946 Райл і Вонберг вперше опублікували інтерферометричні вимірювання астрономічних об'єктів в радіодіапазоні, хоча іноді затверджується, що перші подібні виміри зробив в тому ж році Джозеф Поусі в Сіднейському університеті. Удосконаливши обладнання, Райл зміг виявити найвіддаленіші відомі на той момент галактики у всесвіті. Він також був першим професором радіоастрономії в Кембріджському університеті та директором-засновником радіоастрономічної обсерваторії Маллард. З 1972 р. до 1982 р. Райл обіймав посаду придворного астронома Великої Британії.

## Коротка біографія
Отримавши в 1939 р. ступінь з фізики в Оксфордському університеті, Райл працював у Дослідницькому центрі телекомунікацій над розробкою радара під час Другої світової війни. Після війни він отримує позицію в Кавендішської лабораторії. Темою його ранніх робіт у Кембриджі є радіовипромінювання Сонця. Незабаром його інтерес зміщується в інші області і в результаті він вирішує, що кембріджська група астрофізики повинна розробити новий спосіб спостереження. Райл був рушійною силою у створенні та удосконаленні астрономічної інтерферометрії і апертурного синтезу, за допомогою яких був зроблений величезний внесок у поліпшення якості радіоастрономічних даних. У 1946 р. він побудував перший багатоелементний астрономічний радіоінтерферометра.
Райл керував підготовкою важливих каталогів астрономічних радіоджерел, випущених кембріджської групою радіоастрономії. Прикладом може служити третій кембриджський каталог радіоджерел (3C), випуск якого допоміг відкрити перші квазізоряних об'єкти (квазар и).
З 1948 по 1959 рр.. Райл викладав у Кембриджі. Крім того, в 1957 р. він став директором радіоастрономічної обсерваторії Маллард, в 1959 р. професором радіоастрономії. У 1952 р. він був обраний членом королівського фізичного товариства, в 1966 р. був посвячений у лицарі і з 1972 по 1982 рр.. був королівським астрономом. Нобелівська премія 1974 р. була вперше присуджена за визнання заслуг в астрономії з формулюванням «за новаторські дослідження в радіоастрофізиці». У 1968 р. Райл був професором астрономії в Грешемському коледжі в Лондоні.
Райл був одним з найбільших астрономів 20-го століття. Вважається, що з ним було важко працювати — він часто працював у кабінеті в радіоастрономічної обсерваторії Маллард щоб уникнути перешкод з боку інших членів Кавендішської лабораторії і не бути втягнутим у дискусії, так як Райл був дуже темпераментним людиною. Райл турбувався, що Кембридж може втратити свою передову позицію в співтоваристві радіоастрономів, так як інші групи краще фінансувалися, тому він створив атмосферу секретності навколо своїх методів апертурного синтезу з тим, щоб зберегти перевагу Кембриджської групи.
Відомо, що Райл не поділяв поглядів Фреда Хойла з інституту астрономії на теорію стаціонарного всесвіту Хойла, і що цей факт іноді перешкоджав співпраці між Кавендішської групою та інститутом астрономії в 1960-х роках.
Райл був співавтором кількох книг про поширення ядерної зброї, де він стверджував, що єдиним способом врятувати планету Земля від повного ядерного знищення є повна заборона на використання будь-яких атомних пристроїв.

## Нагороди
- Медаль Г'юза (1954)
- Бейкерівська лекція (1958)
- Золота медаль Королівського астрономічного товариства (1964)
- Медаль Генрі Дрейпера (1965)
- Золота медаль імені А. С. Попова (1971)
- Королівська медаль (1973)
- Медаль Кетрін Брюс (1974)
- Нобелівська премія з фізики (1974)

Назви на його честь
- Телескоп Райла в радіообсерваторії Маллард.
- Астероїд 12136 Мартінрайл.